# Marmeleira e Assentiz
Marmeleira e Assentiz (oficialmente: União das Freguesias de Marmeleira e Assentiz) é uma freguesia portuguesa do município de Rio Maior, com 14,15 km² de área e 792 habitantes (censo de 2021). A sua densidade populacional é 56 hab./km².

## História
Foi criada aquando da reorganização administrativa de 2012/2013,  resultando da agregação das antigas freguesias de Marmeleira e Assentiz.

## Demografia
A população registada nos censos foi:
| Distribuição da População por Grupos Etários | Distribuição da População por Grupos Etários | Distribuição da População por Grupos Etários | Distribuição da População por Grupos Etários | Distribuição da População por Grupos Etários | Distribuição da População por Grupos Etários |
| -------------------------------------------- | -------------------------------------------- | -------------------------------------------- | -------------------------------------------- | -------------------------------------------- | -------------------------------------------- |
| Antes da agregação                           |                                              |                                              |                                              |                                              |                                              |
| Ano                                          | 0-14 anos                                    | 15-24 anos                                   | 25-64 anos                                   | >= 65 anos                                   | Total                                        |
| 2001                                         | 127                                          | 105                                          | 422                                          | 181                                          | 835                                          |
| 2011                                         | 129                                          | 82                                           | 447                                          | 207                                          | 865                                          |
| Após a agregação                             |                                              |                                              |                                              |                                              |                                              |
| Ano                                          | 0-14 anos                                    | 15-24 anos                                   | 25-64 anos                                   | >= 65 anos                                   | Total                                        |
| 2021                                         | 110                                          | 73                                           | 397                                          | 212                                          | 792                                          |